# Guillaume Lefebvre
Guillaume Lefebvre (* 7. Mai 1981 in Amos, Québec) ist ein ehemaliger kanadischer Eishockeyspieler, der im Verlauf seiner aktiven Karriere zwischen 1998 und 2015 unter anderem 468 Spiele in der American Hockey League (AHL) auf der Position des linken Flügelstürmers bestritten hat. Darüber hinaus absolvierte Lefebvre weitere 39 Partien für die Philadelphia Flyers sowie Pittsburgh Penguins in der National Hockey League (NHL) und war drei Spielzeiten bei den Graz 99ers in der österreichischen Erste Bank Eishockey Liga (EBEL) aktiv.

## Karriere
Guillaume Lefebvre begann seine Karriere als Eishockeyspieler in der kanadischen Juniorenliga Ligue de hockey junior majeur du Québec (LHJMQ), in der er von 1998 bis 2001 für die Cataractes de Shawinigan, Cape Breton Screaming Eagles, Remparts de Québec und Huskies de Rouyn-Noranda aktiv war. In diesem Zeitraum wurde er im NHL Entry Draft 2000 in der siebten Runde als insgesamt 227. Spieler von den Philadelphia Flyers aus der National Hockey League (NHL) ausgewählt, für deren Farmteam Philadelphia Phantoms er gegen Ende der Saison 2000/01 sein Debüt in der American Hockey League (AHL) gab.
Auch in den folgenden beiden Jahren spielte der Flügelstürmer überwiegend für die Phantoms in der AHL, während er parallel zu 17 Einsätzen für die Flyers in der NHL kam. Am 10. März 2003 wurde Lefebvre zunächst gemeinsam mit einem Drittrunden-Wahlrecht im NHL Entry Draft 2003 und einem Zweitrunden-Wahlrecht im NHL Entry Draft 2004 zu den Phoenix Coyotes transferiert. Im Gegenzug wechselte Tony Amonte nach Philadelphia. Nur einen Tag später wiederum wurde Lefebvre gemeinsam mit Ramzi Abid und Dan Focht an die Pittsburgh Penguins abgegeben, während Jan Hrdina und François Leroux zu den Coyotes geschickt wurden. Bei Pittsburghs AHL-Farmteam Wilkes-Barre/Scranton Penguins war er in den folgenden drei Jahren Stammspieler. Zudem kam er für Pittsburgh selbst zu weiteren 21 Einsätzen in der NHL, bei denen er zwei Tore erzielte und vier Vorlagen gab.
Von 2006 bis 2008 spielte Lefebvre für die Summum-Chiefs de Saint-Jean-sur-Richelieu in der semiprofessionellen Ligue Nord-Américaine de Hockey (LNAH). Anschließend verbrachte er je eine Spielzeit bei den AHL-Teams Springfield Falcons und Providence Bruins, wobei er während seiner Zeit in Providence parallel in einem Spiel für deren Kooperationspartner Boston Bruins in der NHL auf dem Eis stand. Die Saison 2010/11 verbrachte der Kanadier schließlich bei den Bakersfield Condors in der ECHL, nachdem ein im Sommer 2010 geschlossener Vertrag mit dem tschechischen Extraligisten HC Oceláři Třinec im Januar 2011 ohne vorherigen Einsatz aufgelöst worden war. In dieser Spielzeit nahm er am ECHL All-Star Game teil. Für die Saison 2011/12 wurde der Kanadier von den Graz 99ers aus der österreichischen Erste Bank Eishockey Liga (EBEL) verpflichtet, für die er bis 2014 insgesamt drei Jahre lang spielte. Anschließend folgte eine Saison bei den Ducs d’Angers aus der französischen Ligue Magnus, ehe er seine Karriere im Alter von 34 Jahren beendete.

## Erfolge und Auszeichnungen
- 2011 Teilnahme am ECHL All-Star Game

## Karrierestatistik
(Legende zur Spielerstatistik: Sp oder GP = absolvierte Spiele; T oder G = erzielte Tore; V oder A = erzielte Assists; Pkt oder Pts = erzielte Scorerpunkte; SM oder PIM = erhaltene Strafminuten; +/− = Plus/Minus-Bilanz; PP = erzielte Überzahltore; SH = erzielte Unterzahltore; GW = erzielte Siegtore; 1 Play-downs/Relegation; Kursiv: Statistik nicht vollständig)